# Péristyle de Joinville
Le péristyle de Joinville est une voie située dans le 1er arrondissement de Paris, en France.

## Situation et accès
Orientée approximativement nord-sud, la péristyle de Joinville est située au numéro 19 de la rue de Beaujolais. La voie est accessible au nord depuis la rue de Beaujolais et elle permet de rejoindre, au sud, le jardin du Palais Royal, à l'angle de la Galerie de Beaujolais et de la Galerie de Montpensier.

## Origine du nom

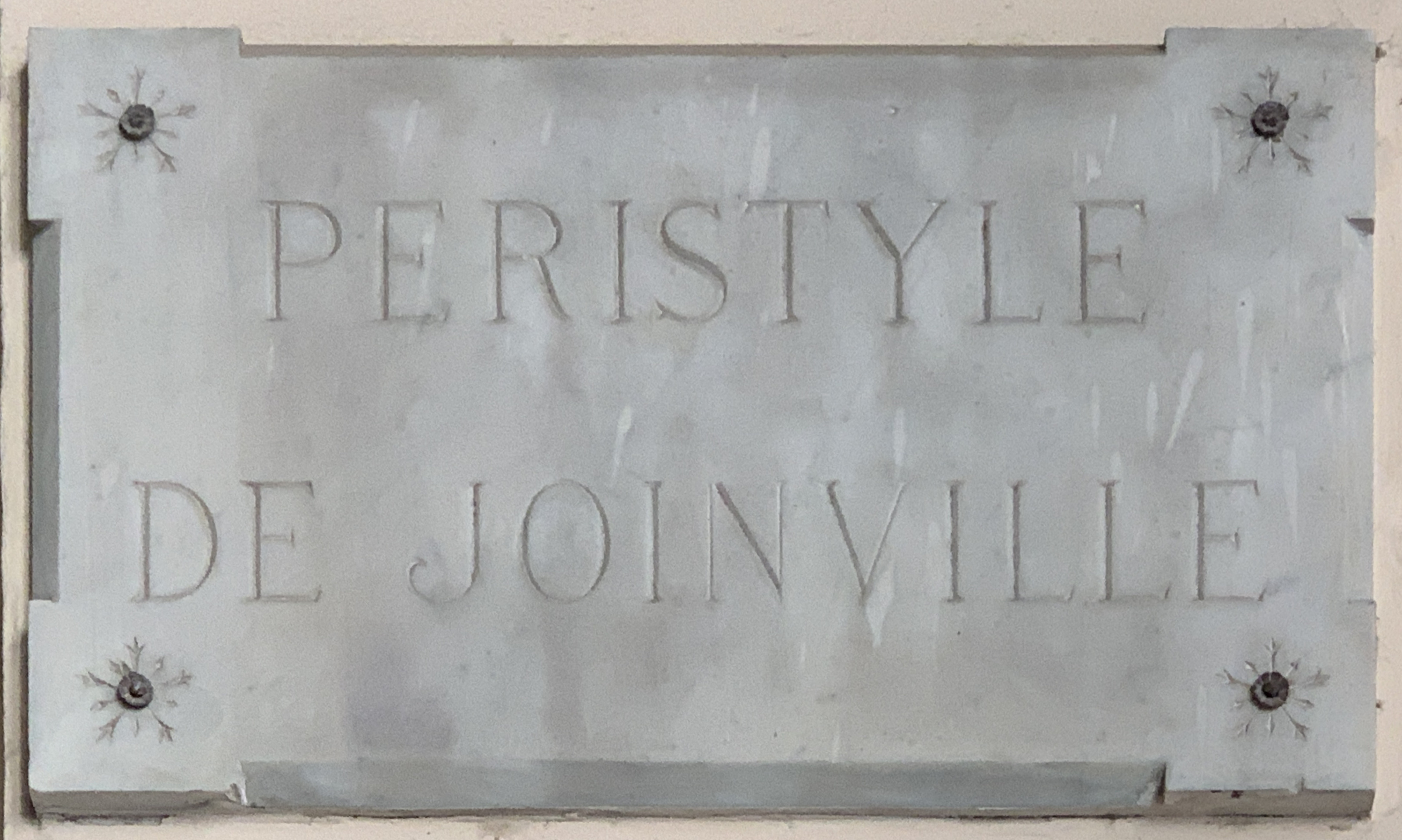
Plaque de la voie.

Elle est nommée en référence à François Ferdinand Philippe Louis Marie d'Orléans, prince de Joinville (1818-1900), troisième fils du roi Louis-Philippe.